# Loi sur les douanes
La Loi sur les douanes  est une loi fédérale canadienne  qui constitue l'une des principales lois régissant le mandat de l'Agence des services frontaliers du Canada. Elle a été adoptée en 1867 afin de: 

« 1) veiller à la perception des droits 
2) contrôler la circulation des gens et des marchandises et
3) protéger l’industrie canadienne contre les préjudices pouvant être causés par l’importation effective ou prévue de marchandises sous-évaluées ou subventionnées et par d’autres formes de concurrence déloyale »

N'étant pas une loi fiscale, la Loi sur les douanes  sert plutôt «  à fournir l'autorité législative nécessaire pour appliquer et exécuter la perception des droits et des taxes qui sont imposés en vertu d'une législation fiscale distincte, comme le Tarif des douanes, la Loi sur la taxe d'accise, la Loi sur l'accise et la Loi sur les mesures spéciales d'importation ».
La Loi a été modifiée en 1986 pour autoriser davantage de flexibilité dans les pratiques modernes de transport, de communication, de commerce et d'affaires. En conséquence, depuis 1986, la Loi a subi plusieurs modifications en réaction aux traités de libre-échange et à d'autres accords internationaux connexes.